# Éry Kinga

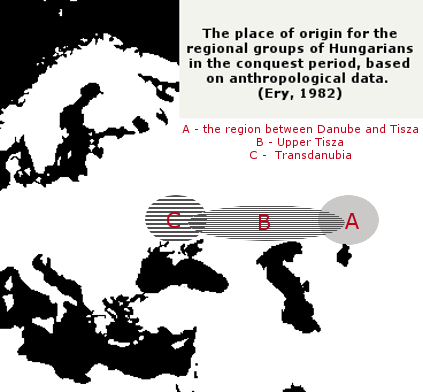
A magyarok eredete Éry Kinga szerint

Éry Kinga, asszonynevén Kralovánszky Alánné (Budapest, 1932. május 19. – 2024. január 17.) magyar régész, antropológus.

## Életrajz

### Tanulmányai
1950–1955 között tanult az Eötvös Loránd Tudományegyetem Bölcsészettudományi Karán, ahol középkori régészet és okleveles muzeológus végzettséget szerzett. 1952–1953 között az Eötvös Loránd Tudományegyetem Természettudományi Karának biológia szakán tanult. 1965-ben egyetemi doktor fokozatot szerzett. 1996-ban szerezte meg kandidátus/PhD tudományos fokozatát.

### Munkássága
Antropológiai kutatásai során a rendelkezésére álló Kárpát-medencei emberi csontanyagon végzett mérései alapján csoportokat vázolt fel az avar kortól az Árpád-korig, illetve összehasonlítva mintáit nyugati és keleti párhuzamokkal, megpróbálta megadni az egyes csoportok kapcsolatait (eredetüket) is.

## Főbb művei
- A Közép-Duna-Medence magyar honfoglalás- és kora Árpád-kori sírleletei. Leletkataszter; szerk. Fehér Géza, Éry Kinga, Kralovánszky Alán; Akadémiai, Bp., 1962 (Régészeti tanulmányok)
- Length of limb bones and stature in ancient populations in the Carpathian Basin; ELTE, Bp., 1998 (Humanbiologia Budapestinensis)
- A székesfehérvári királyi bazilika embertani leletei, 1848–2002; szerk. Éry Kinga; Balassi, Bp., 2008 (Ecclesia beatae Mariae Virginis Albaeregalis)

## Díjak
- A Magyar Nemzetért Emlékérem (1990)
- Kuzsinszky Bálint-emlékérem (1991)
- 2003 Érdy János-emlékérem
- Rómer Flóris-emlékérem (2004)
- 2021 Deák Dénes Díj